# Загора (телевизия)
Телевизия Загора е регионален телевизионен канал за територията на област Стара Загора, основан през 2013 г. Собственост е на „Ес Ти Загора“ ЕООД. Разпространява се в мрежите на кабелния оператор „Тракия Кабел“  Телевизията разполага с оборудване, според изискванията за поддръжка на FULL HD резолюция, растер 1920/1080 точки; изходи: HD SDI. Излъчва във формат 16:9.